# Chris Elmquist
Chris Elmquist ist ein früherer kanadischer Skeletonpilot.

## Leben und Wirken
Im Skeleton-Weltcup war Elmquist nur bedingt erfolgreich, bestes Einzelergebnis war ein zehnter Platz beim Weltcup 1988 auf seiner Heimbahn in Calgary. Bei Skeleton-Weltmeisterschaften war ein 13. Platz 1989 in St. Moritz bestes Ergebnis. Weitaus erfolgreicher war er auf nationaler und nordamerikanischer Ebene. 1989 gewann er hinter seinem Landsmann Howard Vandall die Silbermedaille bei den Skeleton-Nordamerikameisterschaften. Zwei Jahre später konnte er sogar den Titel gewinnen. Kanadischer Meister wurde Elmquist von 1989 bis 1991 dreimal in Folge, zudem 1988 Dritter.